# 柳致環
柳 致環（りゅう ちかん、1908年陰暦7月14日‐1967年2月13日）は、朝鮮の詩人。号は青馬。柳は死と虚無を前にして人間の存在と意味を探し求めた。「詩人になった動機はなんだと問われたら、ためらうことなく恋愛であると答える」と述べた柳の詩は、恋愛の末に結婚した妻、権在順に宛てた恋文であった。

## 略歴
1908年陰暦7月14日、慶尚南道忠武市太平洞に生まれる。父は晋州柳氏の柳煖秀、母は密陽朴氏の朴又守。八人兄妹の次男。父の柳煖秀は巨済の屯徳面芳下里の儒学者であり、母の実家は裕福な密陽朴氏であったため、柳は幼い頃から私塾で漢学を学ぶことができた。1918年、柳が10歳のとき、統営普通学校に入学する。この頃、後に妻となる権在順と親しくなる。
柳の父は儒学者であったが、新学問に理解があり、息子3人を日本に留学させた。柳も1922年、14歳のとき、東京の豊山中学校(現日本大学豊山高校)に留学し、新学問を学んだ。しかし、1926年、父が事業に失敗し、学資が困難になり、豊山中学校を4年で中退し帰国しなければならなくなった。帰国した柳は東萊高等普通学校5年に編入し、翌年に卒業した。卒業後、ソウルの延禧専門学校文科に入学する。ところが、延禧専門学校の同学は基督教徒の子弟が殆どで柳の望む雰囲気ではなく、1年で中退し故郷に戻ってしまう。1928年10月、幼馴染みである権在順と恋愛の末、結婚する。そして、また渡日するが、特に学校に通うことはなく、写真技術を一通り学んだだけで帰国した。
帰国後、詩を書き始める。日本留学の時に日本のアナーキスト詩人の作品と鄭芝溶の詩に感動したことがそのきっかけであった。故郷忠武で兄の柳致真と『掃除夫』という回覧雑誌を作り、詩を発表している。柳は中学校に通っていた頃から詩を東亜日報や朝鮮日報に投稿していたようだが、本格的に文壇に登場するのは1931年、『文芸月刊』第2号に掲載された「静寂」からである。そして、1939年12月に刊行した詩集『青馬詩抄』（青色紙社）が文壇で脚光を浴びた。『青馬詩抄』の刊行には金素雲の協力があった。柳は金素雲の紹介を得て画家の具本雄と知り合う。具は彰文社という印刷所を経営していて、『青馬詩抄』はそこから青色紙社という名で刊行された。『青馬詩抄』という題も金素雲と相談して付けられたものである。『青馬詩抄』に収録された「旗（기빨）」は柳の初期の代表作品であり、柳の哲学世界と詩的世界が調和されたものとして高い評価を受けている。
詩人として成功する前は平壌で写真館を経営したり、釜山で和信百貨店に勤めたりしたが、故郷の忠武に戻った。『青馬詩抄』を刊行した後、1940年の春、家族を連れて満州に移住する。ハルピンの延寿県に移ると、農場を経営しながら生活をした。
1945年6月末、帰国し故郷の忠武に戻る。そのため、8月15日の解放を故郷で迎えることができた。柳は忠武に忠武文化協会を設立し、各学校に作られたハングル講習会に教師として参加し、忙しく活動した。1945年10月、統営女子中学校の教師を務め、妻の在順も朝鮮建国準備委員会から譲り受けた文化幼稚園を経営する。1950年6月25日、朝鮮戦争が勃発すると、釜山に避難し、陸軍第3師団に従軍する。
柳は解放後、多くの詩集、随筆集を刊行する一方、慶尚南道の安義中学校、慶州中高等学校、慶州女子中高等学校、大邱女子高等学校、慶南女子高等学校の校長に赴任し、教育者としても活動した。慶州高校の校長であったときは自由党政権に同調しないという理由で煙たがられたりといったこともあったが、転勤のたびに留任を願う学生のデモが起こるほど、学生から慕われた校長であった。
1967年2月13日、夜9時30分、釜山市東区佐川洞1003番地の自宅へ向かう途中、バスから降りて通りの向こう側に渡ろうとしたところ、別のバスに轢かれ、釜山大学附属病院に運ばれる途中に絶命した。60歳であった。遺体は17日、釜山市西区下端洞の山麓に葬られた。後に、仏国寺と釜山南女子商業学校に詩碑が建立され、慶州中高等学校に教訓碑が建てられた。

## 年譜
- 1908年陰暦7月14日、慶尚南道忠武市太平洞に生まれる。
- 1918年、統営普通学校に入学。
- 1922年、統営普通学校を卒業。
- 1922年、渡日、東京の豊山中学校に進学。
- 1926年、豊山中学校4年で中退、帰国し、東萊高等普通学校5年に編入する。
- 1927年、東萊高等普通学校を卒業、延禧専門学校文科に入学。
- 1928年、延禧専門学校を中退。
- 1928年10月、安東権氏の在順と恋愛の末、結婚。
- 1928年、再び渡日、特に学籍を置かず、生活する。
- 1929年、帰国。故郷で兄の柳致真と一緒に『掃除夫』という回覧誌を出す。
- 1929年、長女、仁全が生まれる。
- 1931年、『文芸月刊』第2号に詩「静寂」を発表し、文壇にデビュー。
- 1931年、次女、春妃が生まれる。
- 1932年、平壌に移る。写真館を経営するが数ヶ月で廃業。
- 1932年、三女、紫燕が生まれる。
- 1934年、釜山に移る。
- 1935年、釜山の和信百貨店に1年間勤める。
- 1937年、統営に移る。統営の協成商業学校の教師を務める。
- 1939年12月、詩集『青馬詩抄』（青色紙社）を刊行。
- 1940年、家族を連れてハルピンの延寿県に移住、農場の管理をする。
- 1945年6月、帰国。妻、在順が忠武で文化幼稚園を経営する。
- 1945年、忠武文化協会を組織する。
- 1945年10月、統営女子中学校の教師を務める。
- 1946年、韓国文学家協会第1回詩人賞を受賞。
- 1947年5月、詩集『生命의 序』（英雄出版社）を刊行。
- 1948年9月、詩集『鬱陵島』（行文社）を刊行。
- 1948年、統営女子中学校を辞職。
- 1949年5月、詩集『蜻蛉日記』（行文社）を刊行。
- 1950年、朝鮮戦争で釜山に避難する。陸軍第3師団に従軍する。
- 1950年、1949年度ソウル市文化賞を受賞。
- 1951年9月、詩集『歩兵과 더불어』（文芸社）を刊行。
- 1953年、忠武に移る。随筆集『에루살렘의 닭』を刊行。
- 1954年、慶尚南道の安義中学校の校長に就任する。
- 1954年、大韓民国芸術院会員に被選する。
- 1954年、詩集『青馬詩集』（文星堂）を刊行。
- 1955年、安義中学校の校長職を辞任し、慶州高等学校の校長に就任する。
- 1956年、第1回慶尚北道文化賞を受賞する。
- 1957年、韓国詩人協会の会長を務める。
- 1957年12月、詩集『第九詩集』（韓国出版社）を刊行。
- 1958年、亜細亜財団の自由文化賞を受賞する。
- 1958年12月、詩集『柳致環選集』（正音社）を刊行。
- 1959年3月、韓国詩人協会会長に再選。
- 1959年、慶州高等学校の校長職を辞任する。
- 1959年、大邱に移る。
- 1960年、詩集『뜨거운노래는 땅에 묻는다』（東西文化社）を刊行。
- 1961年10月、慶州女子中高等学校の校長を務める。
- 1963年、随筆集『나는 孤獨하지 않다』（平和社）を刊行。
- 1964年7月、慶南女子高等学校の校長を務める。
- 1964年、詩集『미류나무와 南風』（平和社）を刊行。
- 1964年、釜山市文化賞を受賞する。
- 1965年、詩選集『파도야 어쩌란 말이냐』（平和社）を刊行。
- 1966年、釜山南女子商業学校の校長を務める。
- 1967年2月13日、釜山市内でバスに轢かれ、死亡。